# Dipolo artico

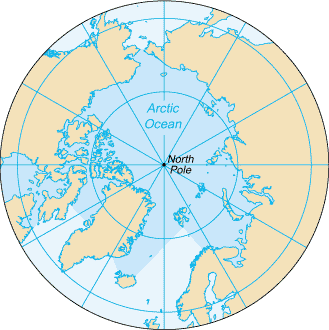
Mappa del Mar Glaciale Artico

Il Dipolo Artico o Arctic Dipole anomaly in inglese (alla lettera Anomalia del Dipolo Artico) è un'anomalia nella distribuzione della  pressione atmosferica tra le Regioni Artiche del Nord America e dell'Eurasia: in particolare alta pressione sull'Artico nordamericano e bassa pressione su quello eurasiatico.
Lo studio di quest'anomalia sostituirebbe, secondo alcuni scienziati, quelli relativi all'Oscillazione artica (AO Index) e all'Oscillazione Nord-Atlantica (NAO Index).
È stato studiato negli anni 2000 in occasione di studi sul riscaldamento globale (global warming) al quale è stato descritto come strettamente legato.
L'anomalia del dipolo artico è stata descritta come causa dei cambiamenti nella circolazione artica con conseguenze di inverni asciutti in Nord Europa, molto umidi in Europa meridionale e più freddi in Asia orientale e nella parte orientale del Nord America.

## Descrizione
Lo scioglimento dei ghiacci nella Regione Artica del Nord America causa un aumento di temperatura nella zona, con conseguente formazione di anticiclone sul Canada. Questo veicola sul bordo occidentale aria calda meridionale fin sul Polo Nord, con conseguente formazione, dalla parte opposta di depressione sull'Artico eurasiatico. Sul bordo occidentale del ciclone formato scenderebbe dalle regioni polari aria freddissima fin sulla Siberia, dove andrebbe a dislocarsi una parte di vortice polare. Maggiore split quindi del vortice polare e scarsa attendibilità dell'Indice AO (Oscillazione artica).

## Conseguenze
Con questo nuovo schema della circolazione atmosferica risulta più forte l'Anticiclone sull'area della Siberia, con conseguente maggiore veicolazione di aria fredda artica all'inizio dell'inverno verso la Siberia, Giappone, Corea e Cina orientale. Entro fine dell'inverno, la figura barica emigra arrecando più freddo sull'Europa.
Tra il 1979 e il 2006 era presente un'insolita bassa pressione estiva sul Mare Glaciale Artico e si è avuta una riduzione della differenza di temperatura tra l'equatore e il Polo Nord dell'ordine 10-20%. Questo ha ridotto la potenza della corrente a getto con venti occidentali più deboli per sei mesi, arrivando ad interessare autunno e inverno. Il getto debole ha provocato una bassa pressione delle Aleutine e una depressione islandese più deboli durante l'inverno, con conseguente NAO negativa che causa precipitazioni invernali scarse in Alaska e in Nord Europa e un aumento delle precipitazioni sull'Europa meridionale. In più una NAO- provoca inverni freddi nel Nord America orientale e in Europa. Le condizioni estreme del ghiaccio marino possono anche causare condizioni siccitose in inverno negli Stati Uniti e nei Caraibi. 
L'ulteriore scioglimento di ghiaccio marino artico potrebbe essere ulteriormente favorita da un feedback positivo, che causa maggiore perdita di ghiaccio aumentando le probabilità di un Artico senza ghiacci estivi prima del 2030.